# Ludwig von Mises
Ludwig von Mises (Lemberg, 29 settembre 1881 – New York, 10 ottobre 1973) è stato un economista austriaco naturalizzato statunitense, tra i più influenti della scuola austriaca e del pensiero liberale, nonché uno dei padri del moderno libertarianismo; è considerato il decano della scuola economica austriaca. In suo onore è nato il Ludwig von Mises Institute.

## Biografia

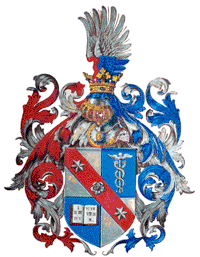
Stemma nobiliare che il bisnonno di Ludwig von Mises, Mayer Rachmiel Mises, ebbe quando fu nobilitato dall'imperatore Francesco Giuseppe I d'Asburgo.

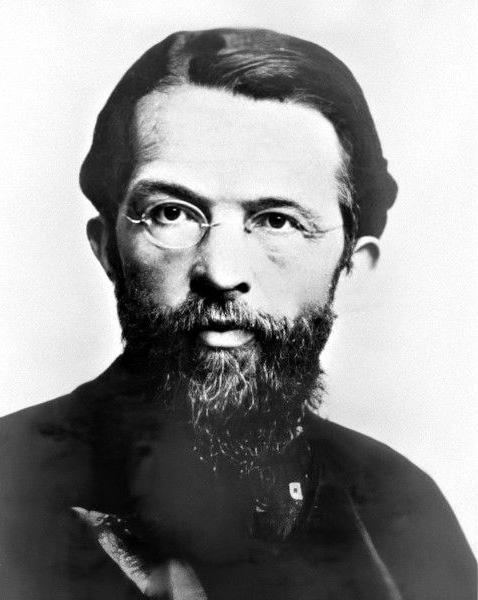
Carl Menger, uno dei maestri di Mises

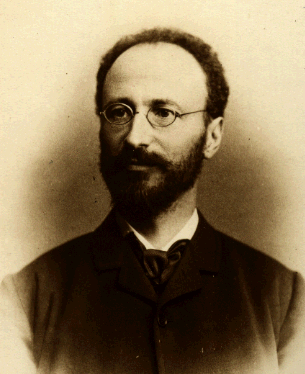
Eugen von Böhm-Bawerk

Di origine ebraica, nacque da Arthur Edler von Mises, ingegnere edile, e Adele von Landau, a Leopoli nella Galizia austro-ungarica (oggi Ucraina). La famiglia del padre era stata nobilitata nel XIX secolo e il titolo "Edler" (nobile) indicava l'appartenenza ad una famiglia nobilitata senza possedimenti fondiari. La famiglia partecipò al finanziamento e alla costruzione della rete ferroviaria e il padre era distaccato a Leopoli come ingegnere per la società ferroviaria Czernowitz. La madre di Ludwig, Adele, era nipote di Joachim Landau deputato liberale al parlamento austriaco.

All'età di 12 anni Ludwig parlava correntemente il tedesco, il polacco e il francese e poteva leggere in latino e capire l'ucraino. Il fratello minore di Ludwig, Richard von Mises divenne un matematico e studioso della teoria delle probabilità e fece parte del circolo di Vienna. Ludwig von Mises si trasferì a Vienna con la famiglia, iscrivendosi alla locale università e laureandosi in legge ed economia nel 1906. L'ambiente accademico viennese lo espose all'influenza dei maggiori economisti austriaci del tempo, soprattutto Carl Menger.

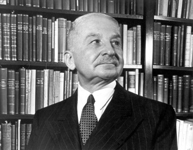
Von Mises nella sua biblioteca

Negli anni che vanno dal 1904 al 1914 Mises seguì i corsi di Eugen von Böhm-Bawerk. Si laureò all'Università di Vienna nel febbraio 1906 e cominciò a lavorare come funzionario dell'amministrazione finanziaria austriaca. Dopo pochi mesi lasciò questo lavoro per iniziare la pratica in uno studio legale. Teneva anche lezioni di economia e nel 1909 passò a lavorare alla Camera di Commercio di Vienna. Durante la prima guerra mondiale Mises prestò servizio al fronte come ufficiale di artiglieria e come consulente economico del Ministero della Guerra. Dopo la fine della guerra Mises fu capo economista della Camera di Commercio di Vienna e consulente economico di Engelbert Dollfuss, il cancelliere austriaco che si oppose ai nazisti.
Nel 1934, con l'avvento del nazismo, fu costretto a lasciare l'Austria per via delle sue idee liberali e della sua origine ebraica. Trovò rifugio in Svizzera, a Ginevra, dove rimase per sei anni come professore al Graduate Institute of International Studies. La situazione, però, per von Mises rimaneva molto pericolosa, fra pressioni dei nazisti sul governo elvetico perché lo espellesse ed anche un fallito tentativo di rapimento. Decise pertanto nel 1940 di trasferirsi negli Stati Uniti, dopo aver effettuato un viaggio molto pericoloso attraverso la Francia occupata, la Spagna ed il Portogallo.
Arrivato a Lisbona, si imbarcò per New York, dove lavorò come professore universitario all'Università di New York fino al 1969, senza ricevere stipendio. Riuscì a sopravvivere grazie ai finanziamenti del ricco uomo d'affari libertario Lawrence Fertig. A dispetto della sua crescente fama, rimase sempre molto umile e non disdegnava discussioni con nessuno, soprattutto con i suoi allievi. Nel 1938 partecipò al colloquio Walter Lippmann.
Morì all'età di 92 anni al St Vincent's Hospital di New York.

## Il pensiero economico
La vasta bibliografia di Mises è interamente dedita alla difesa del classical liberalism della scuola austriaca e ai valori che portarono poi alla nascita del libertarianismo. Ciò implica una dura critica del socialismo, che viene confutato a partire dal principio secondo cui renderebbe impossibile ogni calcolo economico razionale. Infatti sono i prezzi che guidano le scelte razionali degli individui, ma in una società socialista senza proprietà privata e scambio non ci possono essere prezzi.
Nel suo trattato economico, Human Action (tradotto in italiano come L'azione umana), considerato la sua opera più importante, Mises introduce il concetto di prasseologia, come teoria di base sull'azioni umana e rifiuta il metodo del positivismo applicato all'economia. L'approccio epistemologico di Mises è molto importante per capire la differenza tra la scuola austriaca e il pensiero economico neoclassico. Secondo Mises l'economia politica non è una scienza basata sul modello empirista delle scienze naturali, ma una scienza basata sull'analisi a priori di alcuni concetti autoevidenti, con un metodo analogo a quello della geometria o della matematica.
Molti dei lavori misesiani si concentrano su due temi fondamentali:
1. teoria monetaria e inflazione;
2. superiorità del libero mercato rispetto alla pianificazione economica statale.

La teoria dell'impossibilità in un regime socialista di gestione razionale dell'economia è stata poi ripresa da un allievo di Mises, Friedrich von Hayek, il quale sosteneva, come già Mises, che proprio per questo motivo sarebbe stato inevitabile il crollo dell'Unione Sovietica.

## Ascendenze culturali
Nelle opere di Mises si possono rintracciare le molte fonti d'ispirazione che sono alla base del suo pensiero: dalle influenze puramente filosofiche di Aristotele e Immanuel Kant, passando per i grandi liberali francesi del XVIII e XIX secolo, tra cui spiccano certamente Frédéric Bastiat, Gustave de Molinari, Anne Robert Jacques Turgot e Jean-Baptiste Say, fino ad arrivare a quelli che furono effettivamente i maestri di Mises, ovvero i capostipiti della scuola austriaca, quindi Carl Menger e Eugen von Böhm-Bawerk.

## Influenza culturale
Considerato uno dei più grandi pensatori liberali della storia, ebbe influenza su diversi economisti, tra cui Murray Rothbard, Friedrich von Hayek, Milton Friedman, Hans-Hermann Hoppe.

## Opere

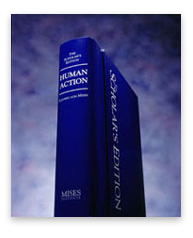
Human Action, 1949

- 1912 Theorie des Geldes und der Umlaufsmittel (trad. it. Teoria della moneta e dei mezzi di circolazione, ESI, Napoli, 1999)
- 1919 Nation, Staat und Wirtschaft (trad. it. Stato, nazione ed economia, Bollati e Boringhieri, Torino 1994)
- 1922 Die Gemeinwirtschaft: Untersuchungen über den Sozialismus (trad. it. della versione inglese Socialismo, Rusconi, Milano 1990)
- 1927 Liberalismus (trad. it. Liberalismo, Rubbettino Editore, Soveria Mannelli 1997)
- 1928 Geldwertstabilisierung und Konjunkturpolitik (trad. it. La stabilizzazione del potere di acquisto della moneta e la politica della congiuntura, UTET, Torino 1935)
- 1929 Kritik des Interventionismus (trad. it. I fallimenti dello stato interventista, Rubbettino Editore, Soveria Mannelli 1997)
- 1933 Grundprobleme der Nationalökonomie (trad. it. Problemi epistemologici dell'economia, Armando Editore, Roma 1988)
- 1944 Omnipotent Government (trad. it. Lo Stato onnipotente, Rusconi, Milano 1995)
- 1949 Human Action: A Treatise on Economics (trad. it. L'azione umana, UTET, Torino 1959)
- 1957 Theory and History: An Interpretation of Social and Economic Evolution (trad. it. di Lorenzo Maggi, Teoria e storia, Soveria Mannelli, Rubbettino, 2008)
- 1962 The Ultimate Foundation of Economic Science: An Essay on Method
- 1978 Notes and Recollations (trad. it. Autobiografia di un liberale, Rubbettino Editore, Soveria Mannelli 1996) (postumo)
- 1979 Economic Policy. Thoughts for Today and Tomorrow (trad. it. Politica economica. Riflessioni per oggi e per domani, Liberilibri, Macerata, [1999], 2007)